# カルロス・ソレール
カルロス・ソレール・バラガン（Carlos Soler Barragán, 1997年1月2日 - ）は、スペイン・バレンシア州バレンシア県バレンシア出身のサッカー選手。スペイン代表。ウェストハム・ユナイテッドFC所属。ポジションはMF。

## クラブ経歴
2005年に地元のバレンシアCFのカンテラに入団。カンテラ入団時にFWからMFに転向した。
2014-15シーズンにBチームのバレンシアCF・メスタージャに昇格した。2015年5月3日、UEコルネリャ戦でプロデビューした。   12月13日、CFバダロナ戦でプロ初ゴールを記録した。 2016年3月12日に契約を更新した。
2016-17シーズン、トップチームに昇格し、2016年12月10日、エスタディオ・アノエタでのレアル・ソシエダ戦でトップチームデビューした。翌月21日、ビジャレアルCF戦でプリメーラ・ディビシオン初ゴールを記録した。 
22歳と2ヶ月5日でクラブ史上9番目に若く、クラブ通算100出場を達成した。2018-19シーズンは、 全大会でクラブ内最多の51試合に出場した。
2019年12月にバレンシアCFとの契約を2023年まで延長。契約解除金は1億5000万ユーロに設定された。
2020年11月8日、レアル・マドリード戦で3本のPKを決め、キャリア初のハットトリックを達成した。
2022年9月1日、パリ・サンジェルマンFCに5年契約で加入。
2024年8月31日、ウェストハム・ユナイテッドFCにレンタル移籍した。

## 代表経歴
2020年の東京オリンピックのU-23スペイン代表メンバーの一員として同大会での準優勝を経験している。
2021年8月、2022 FIFAワールドカップ・予選を戦うスペイン代表に初招集され、 9月2日、アウェーのスウェーデン代表戦にて、途中出場でフル代表デビューを果たした。3日後のジョージア代表戦では、代表2キャップ目にして代表初得点を挙げ、4-0での快勝に貢献した。ワールドカップ予選では全8試合中4試合に出場し、2得点を記録し、スペイン代表は本大会出場権を獲得した。
2022年11月、その2022 FIFAワールドカップに臨むスペイン代表に招集された。スペイン代表の大会開幕戦となったコスタリカ代表との試合では、57分にペドリとの途中交代でピッチに入ると、90分に自身ワールドカップ初ゴールを決め、7-0での大勝に一役買った。

## 個人成績

### クラブ
2022年11月30日現在 
| クラブ      | シーズン | リーグ       | リーグ戦 | リーグ戦 | カップ戦 | カップ戦 | 国際大会 | 国際大会 | その他 | その他 | 合計 | 合計 |
| クラブ      | シーズン | リーグ       | 出場     | 得点     | 出場     | 得点     | 出場     | 得点     | 出場   | 得点   | 出場 | 得点 |
| ----------- | -------- | ------------ | -------- | -------- | -------- | -------- | -------- | -------- | ------ | ------ | ---- | ---- |
| バレンシアB | 2014-15  | セグンダB    | 2        | 0        | -        | -        | -        | -        | -      | -      | 2    | 0    |
| バレンシアB | 2015-16  | セグンダB    | 28       | 2        | -        | -        | 8        | 3        | -      | -      | 36   | 5    |
| バレンシアB | 2016-17  | セグンダB    | 9        | 1        | -        | -        | -        | -        | -      | -      | 9    | 1    |
| バレンシアB | 通算     | 通算         | 39       | 3        | -        | -        | 8        | 5        | -      | -      | 47   | 8    |
| バレンシア  | 2016-17  | ラ・リーガ   | 23       | 3        | 3        | 0        | -        | -        | -      | -      | 26   | 3    |
| バレンシア  | 2017-18  | ラ・リーガ   | 33       | 1        | 4        | 0        | -        | -        | -      | -      | 37   | 1    |
| バレンシア  | 2018-19  | ラ・リーガ   | 31       | 2        | 7        | 0        | 13       | 2        | -      | -      | 51   | 4    |
| バレンシア  | 2019-20  | ラ・リーガ   | 28       | 2        | 3        | 0        | 5        | 1        | 1      | 0      | 37   | 3    |
| バレンシア  | 2020-21  | ラ・リーガ   | 32       | 11       | 2        | 1        | -        | -        | -      | -      | 34   | 12   |
| バレンシア  | 2021-22  | ラ・リーガ   | 32       | 11       | 6        | 1        | -        | -        | -      | -      | 38   | 13   |
| バレンシア  | 2022-23  | ラ・リーガ   | 3        | 1        | -        | -        | -        | -        | -      | -      | 3    | 1    |
| バレンシア  | 通算     | 通算         | 182      | 31       | 25       | 2        | 18       | 3        | 1      | 0      | 226  | 36   |
| PSG         | 2022-23  | リーグ・アン | 7        | 2        |          |          | 5        | 1        |        |        | 12   | 3    |
| PSG         | 通算     | 通算         | 7        | 2        |          |          | 5        | 1        |        |        | 12   | 3    |
| 総通算      | 総通算   | 総通算       | 228      | 36       | 25       | 2        | 31       | 9        | 1      | 0      | 285  | 47   |

1. ↑  スーパー杯

## 代表歴

### 出場大会
- スペイン代表
  - 2022 FIFAワールドカップ

### 試合数
- 国際Aマッチ 14試合 4得点（2021年-2022年）[15]

| スペイン代表 | 国際Aマッチ | 国際Aマッチ |
| 年           | 出場        | 得点        |
| ------------ | ----------- | ----------- |
| 2021         | 4           | 2           |
| 2022         | 10          | 2           |
| 通算         | 14          | 4           |

### 得点
| # | 開催日         | 開催地                                   | 対戦国       | スコア | 結果 | 大会                          |
| - | -------------- | ---------------------------------------- | ------------ | ------ | ---- | ----------------------------- |
| 1 | 2021年9月2日   | ソルナ、フレンズ・アレーナ               | スウェーデン | 0-1    | 2-1  | 2022 FIFAワールドカップ・予選 |
| 2 | 2021年9月5日   | バダホス、エスタディオ・ヌエボ・ビベーロ | ジョージア   | 2-0    | 4-0  | 2022 FIFAワールドカップ・予選 |
| 3 | 2022年6月12日  | マラガ、エスタディオ・ラ・ロサレーダ     | チェコ       | 1-0    | 2-0  | UEFAネーションズリーグ2022-23 |
| 4 | 2022年11月23日 | ドーハ、アル・トゥマーマ・スタジアム     | コスタリカ   | 6-0    | 7-0  | 2022 FIFAワールドカップ       |

## タイトル

### クラブ
バレンシアCF
- コパ・デル・レイ：2018-19

### 代表
U-21スペイン代表
- UEFA U-21欧州選手権：2019